# Døden fra Lübeck
|  | Denne artikel er om Bernt Notkes maleri, for andre betydninger se Danse Macabre (Dødedansen) |
Dødedansen eller Døden fra Lübeck var et 30 meter langt maleri i Mariekirken i Lybæk af Døden i kædedans og malet i 1463 formodentlig af Bernt Notke. Det blev ødelagt ved et allieret luftangreb palmesøndag 1942.